# صادق لاريجاني
صادق آملي لاريجاني المعروف بصادق لاريجاني (بالفارسية: صادق اردشير آملي لاريجاني) (من مواليد 12 مارس 1961، النجف، العراق) كان رئيس السلطة القضائية الإيرانية منذ عام 2009 إلى عام 2019. ثم خلفه في هذا المنصب إبراهيم رئيسي.

## النشأة والعائلة
ولد آية الله صادق لاريجاني آملي سنة 1960م في مدينة النجف، في عائلة متدينة تنحدر أصولها من مدينة بهشهر في إقليم مازندران. كان والده، ميرزا هاشم آملي من رجال الدين ومدرساً في الحوزة العلمية. انتقل والده إلى النجف عام 1931 بسبب ضغوط رضا بهلوي على علماء الدين، فبقى هناك لثلاثة عقود، ولهذا وُلد جميع أبنائه هناك. ثم عاد إلى إيران عام 1961 وسكن في مدينة قم.
وأما والدة صادق لاريجاني فهي كانت بنت أحد المجتهدين باسم آية اللـه سيد محسن أشرفي في مدينة بهشهر.
وأما أشِقّائه فهم علي لاريجاني الرئيس السابق للبرلمان الإيراني، ومحمد جواد لاريجاني، أمين عام لجنة حقوق الإنسان في إيران، وشقيقه الثالث الدكتور باقر لاريجاني، مستشار جامعة طهران للعلوم الطبية، وشقيقه الرابع فاضل لاريجاني وهو يعمل موظفًا ب وزارة الشئون الخارجية الإيرانية.

## دراسته
بدأ دراسته الابتدائية عام 1966 وأنهاها سنة 1977، ثم التحق في ذات السنة بالحوزة العلمية بمدينة قم. فأكمل مرحلة المقدمات والسطوح عام 1989. ثم واصل دراساته العليا على يد كبار المراجع، وفي نفس الوقت كان يواصل دراسات العلوم العقلية والتفسير أيضا.
تلمّذ في فترة حياته العلمية على يد كبار العلماء، منهم كاظم الحائري والشيخ جوادي آملي وحسن زاده آملي وحسين وحيد الخراساني.

## حياته السياسية

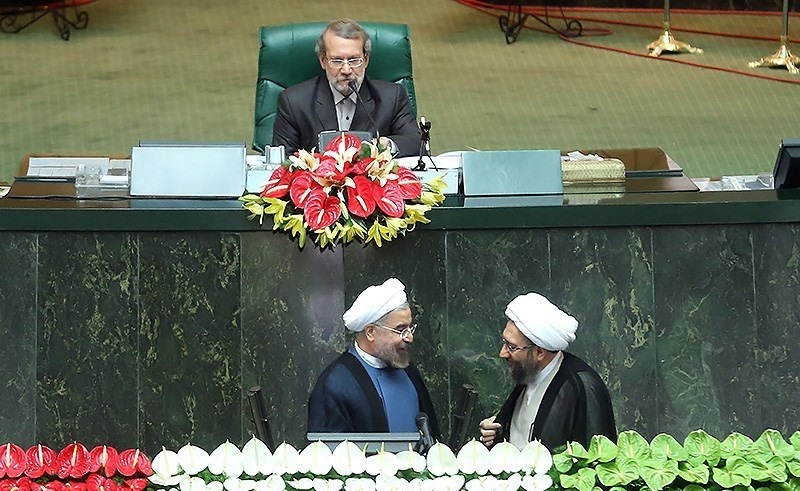
رؤساء السلطات التنفيذية والتشريعية والقضائية عام 2013

أنتخب الشيخ لاريجاني عام 1988 نائبا لأهالي محافظة مازندران في مجلس خبراء القيادة في دورتيه الثالثة والرابعة، وهو مجلس يتكون من هيئة رئاسية، مكلف باختيار المرشد الأعلى للثورة والإشراف على أدائه. ثم أصبح عضواً في جامعة مدرسي الحوزة العلمية في قم، وقام بالتدريس على مستوى الماجستير والدكتوراه في مجال علم الكلام والفلسفة التطبيقية.
وفي عام 2001 اختاره مجلس الشورى بتوصية من رئيس السلطة القضائية ليكون أحد أعضاء مجلس صيانة الدستور، الهيئة التي تقوم بمراقبة أداء السلطة التشريعية والعمليات الانتخابية. فتولي هذا المنصب بمدة ثماني سنوات.
وفي 14 أغسطس/آب 2009، اختاره المرشد العام للثورة علي خامنئي، رئيسا للسلطة القضائية.

## المؤلفات
منذ العام 1983 قام لاريجاني بتأليف وتصحيح وترجمة العديد من الكتب.
له الكثير من المؤلفات والكتب في المجالات المختلفة كالفقه الإسلامي، والفلسفة التحليلية، وفلسفة اللغة، فلسفة العلوم والفقه. كما ترجم العديد من المصنفات إلى الفارسية. ومن أهم مؤلفاته فهي:
1. تأليف كتاب المعرفة الدينية، نقداً لنظرية القبض والبسط النظري في الشريعة.
2. تأليف نظرية القبض والبسط في قبض وبسط آخر.
3. الواجب المشروط.
4. المعلم الخالد، وهوكتاب عن حياة ميرزا هاشم آملي.
5. ترجمة كتاب فلسفة الأخلاق للكاتب جيفري وارنك.
6. ترجمة مقالاً بقلم كارل بوبر في مجال فلسفة العلوم.
7. ترجمة كتاب طبيعة الإنسان قبل الدنيا، وفي الدنيا وبعد الدنيا للعلامّة الطباطبائي.
8. تصحيح كتاب رأسمال الإيمان، للمولى‌ عبد الرزاق‌ اللاهيجي.[7][10]